# Жаркое (деревня)
Жаркое — населённый пункт, входящий в состав Кипчаковского сельского поселения Кораблинского района Рязанской области.

## Название
Одна из версий указывает на то, что название деревни связано с подсечным земледелием, то есть указывало на место выжигания деревьев с последующим использованием земли под пашню.

## География
Находится примерно в 11 километрах от районного центра. Одна часть деревни находится на возвышенности, другая часть в низине. За деревней протекает река Ранова.
Деревню разделяет река Ранова. Переправиться с одного берега на другой можно только с помощью лодки.

## История
Деревня Жаркое упоминается в платежных книгах Пехлецкого стана 1594—1597 годов. В последующее время она называлась и Жаркое, и Жаркая.

## Население
| 2010 |
| ---- |
| 38   |

## Уличная сеть
- ул. Хуторская
- ул. Вишнёвая